# Joe Chang
Joe Chang (chinesisch 常虹, Pinyin Cháng Hóng; * 1956 in Shenyang, Volksrepublik China) ist ein chinesischer Zeichentrickregisseur.

## Leben
Chang studierte an der Lu-Xun-Kunstakademie in der Volksrepublik China und an der Tama-Universität in Japan. 1990 übersiedelte er nach Kanada, wo er 1993 bei Natterjack Animation seine Karriere im Animationsfilm begann. Kleinere Tätigkeiten übernahm er bei Serien wie Kleo, das fliegende Einhorn (1996–1997).
Ab 1998 arbeitete er als Animator und Regisseur mit dem National Film Board of Canada zusammen. Seinen ersten Film als Regisseur veröffentlichte er 2002 mit The Chinese Violine bzw. Le violin chinois. Dieser neunminütige, ohne Worte auskommende Animationskurzfilm erzählt von einem Vater und seiner jungen Tochter, die ihre Heimat China verlassen und mit nichts außer ihrer Violine nach Kanada gehen.
Nach The Chinese Violine ging er nach China, wo er Professor am Animationssektor der chinesischen Akademie der Künste wurde. 2003 erschien seine Regiearbeit Das Leben des Pan Tian Shou. Dieser fünfminütige Zeichentrickfilm, der beispielsweise auf dem Festival d’Animation Annecy 2004 gezeigt wurde, ist eine Hommage an den chinesischen Maler Pan Tianshou (1897–1971).